# 沃迪采

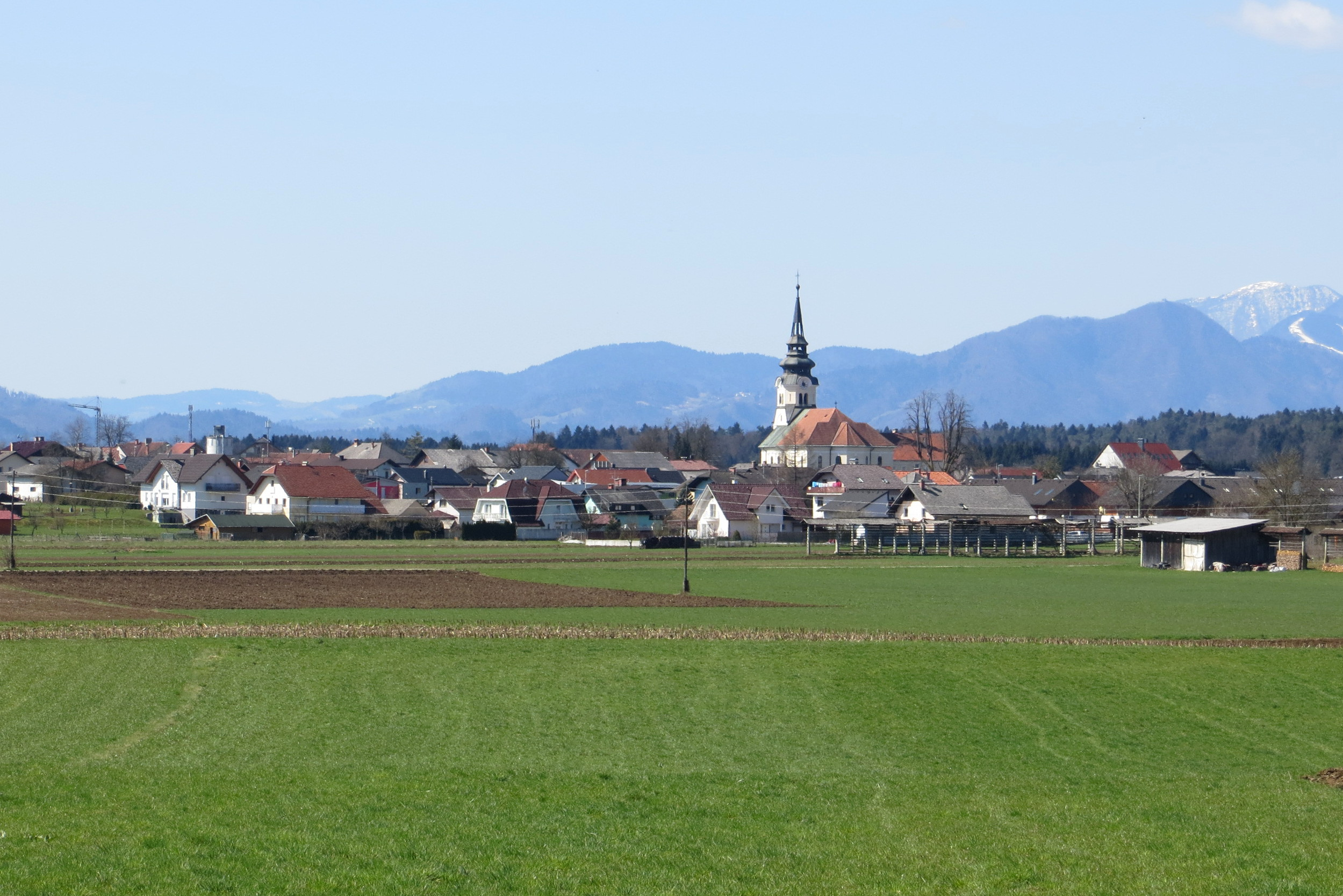
沃迪采

沃迪采是斯洛文尼亞中部沃迪采市鎮的聚居地及行政中心。面積6平方公里，2020年人口1,706。

## 外部連結
- 维基共享资源上的相關多媒體資源：沃迪采
- Vodice on Geopedia （页面存档备份，存于）